# Anairetes parulus
A pamatos vagy bóbitás cinegetirannusz a madarak (Aves) osztályának verébalakúak (Passeriformes) rendjébe és a királygébicsfélék (Tyrannidae) családjába tartozó faj.

## Rendszerezése
A fajt Heinrich von Kittlitz német ornitológus írta le 1830-ban, a Muscicapa nembe Muscicapa parulus néven.

## Alfajai
- Anairetes parulus aequatorialis (Berlepsch & Taczanowski, 1884)
- Anairetes parulus parulus (Kittlitz, 1830)
- Anairetes parulus patagonicus (Hellmayr, 1920)[2]

## Előfordulása
Argentína, Bolívia, Chile, Kolumbia, Ecuador és Peru területén honos. Kóborlásai során eljut a Falkland-szigetekre is.
Természetes élőhelyei a mérsékelt övi erdők, szubtrópusi és trópusi síkvidéki és hegyi esőerdők, valamint cserjések. Vonuló faj.

## Megjelenése
Testhossza 9 centiméter.

## Életmódja
Rovarokkal táplálkozik.

## Természetvédelmi helyzete
Az elterjedési területe rendkívül nagy, egyedszáma pedig stabil. A Természetvédelmi Világszövetség Vörös listáján nem fenyegetett fajként szerepel.